# Condado de Macoupin
O Condado de Macoupin é um dos 102 condados do estado estadunidense de Illinois. A sede do condado é Carlinville, e sua maior cidade é Carlinville. O condado possui uma área de terra de 862,97 milha² (2 235,1 km²), uma população de 44 967 habitantes, e uma densidade populacional de 52,1 hab/milha² (20,1/km²) (segundo o Censo dos Estados Unidos de 2020). O condado foi fundado em 17 de janeiro de 1829.